# Katarzyna Bachleda-Curuś
Katarzyna Anna Bachleda-Curuś, född den 1 januari 1980 i Sanok, Polen, är en polsk skridskoåkare.
Hon tog OS-brons i damernas lagtempo i samband med de olympiska skridskotävlingarna 2010 i Vancouver.